# Bolette (Schiff, 2000)
Die Bolette ist ein im Jahr 2000 in Dienst gestelltes Kreuzfahrtschiff der Reederei Fred. Olsen Cruise Lines. Sie wurde im Jahr 2000 als Amsterdam in Dienst gestellt und bis 2020 von der amerikanischen Reederei Holland-America Line eingesetzt.

## Geschichte
Die Amsterdam wurde auf der Werft Fincantieri in Marghera, Italien, gebaut. Sie wurde am 7. Januar 2000 zu Wasser gelassen und am 30. September 2000 abgeliefert. Im Oktober 2000 wurde das Schiff in Boston getauft und am 30. Oktober in Dienst gestellt. Die Amsterdam fuhr zunächst unter der Flagge der Bahamas mit Heimathafen Nassau. Später fuhr die Amsterdam unter der Flagge der Niederlande.
Im Juli 2020 wurde der Verkauf der Amsterdam und des Schwesterschiffes Rotterdam an Fred. Olsen Cruise Lines im Rahmen der COVID-19-Pandemie bekannt. Die Schiffe wurden im September 2020 übergeben und im November in Bolette und Borealis umbenannt. Dort ersetzen sie die Boudicca und die Black Watch.

## Schwesterschiffe
Die Bolette ist das letzte von vier Schiffen der Rotterdam-Klasse (auch als R-Klasse bezeichnet), zu der auch die Volendam, die Zaandam und die Borealis gehören. Jedoch sind die Schiffe nicht baugleich. Die Volendam und die Zaandam sind baugleich, wohingegen die baugleichen Schiffe Bolette und die Borealis abweichende Decksgrundrisse haben und zudem zwei parallel stehende Schornsteine anstelle eines einzelnen Schornsteins haben.